# Hercules Graphics Card

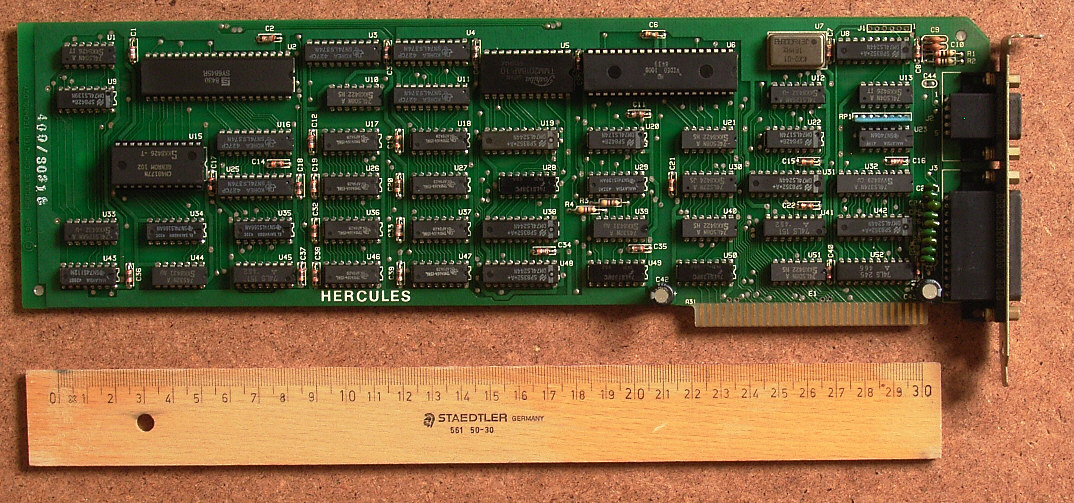
Оригінальний відеоадаптер Hercules Graphics Card (1984) з додатковим паралельним портом для принтера

HGC (англ. Hercules Graphics Card) — відеоадаптер та відповідний стандарт дисплеїв для IBM PC. Він підтримує один текстовий режим високої роздільності і один графічний режим. Відеоадаптер підключався до монохромного (зеленого, світло-коричневого або, іноді, чорно-білого) монітору.
В 1984 році ціна відеокарти становила 499$, хоча її часто продавали за ціною нижчою ніж встановлена виробником. 

## Історія
Систему Hercules розробив у 1982 році Van Suwannukul, засновник Hercules Computer Technology. Система спочатку була створена ним, щоб він міг працювати над своєю докторською дисертацією на IBM PC, використовуючи тайський алфавіт (його рідна мова).

## Технічні характеристики

### Роз'єм
Використовується роз'єм DE9F.

### Сигнал
| Тип                   | Цифровий, 5В ТТЛ    |
| Роздільність          |                     |
| Горизонтальна частота | 18.425 +/-0,500 кГц |
| Вертикальна частота   | 50 Гц               |
| Кількість кольорів    |                     |

## Технічні можливості
В монохромному текстовому режимі відображається 80×25 символів. Цей режим сумісний з MDA. Для відображення символу використовувалась матриця 9x14 пікселів, з яких видима частина символу була 7x11, а пікселі, що залишилися використовувались для формування пустого простору між рядками і стовпчиками. Теоретично роздільність екрану MDA становила 720×350 пікселів. Таку цифру можна отримати, якщо перемножити ширину одного символу (9 пікселів) на кількість стовпчиків (80) і висоту символу (14 пікселів) на кількість рядків (25). Звертатися до окремих пікселів було неможливо.
Монохромний графічний режим має роздільність 720×348 і глибину кольору 1 біт. Фактично це текстовий режим за якого дозволена адресація кожного пікселя. Висота зменшена з 350 до 348 пікселів через технічні причини — вона має бути кратна чотирьом.
Відеокарта Hercules підтримувала дві графічні сторінки, одну за адресами B0000h і одну за адресами B8000h. Друга сторінка може бути розблокована чи заблокована програмним забезпеченням. За замовчуванням біт дозволу адресації другої сторінки за адресою B8000h (у спеціальному регістрі керування) встановлювався в нуль, забороняючи адресацію. Таким чином у комп'ютері могло працювати дві відеокарти, Hercules і CGA (або VGA), і конфліктів адресації не виникало.
Hercules також зробили CGA-сумісну відеокарту, Hercules Color Card, що могла співіснувати з монохромним HGC і все ще дозволяла використовувати обидві графічні сторінки. It would detect when the second graphics page was selected and disable access to its own memory, which would otherwise have been at the same addresses.

## Програмування
В текстовому режимі, пам'ять працювала як і на картках MDA. На екран виводилось 80×25 символів. В рядку було 80 ASCII символів (160 байт на лінію, по 2 байти на символ). Адреса розташування символу в пам'яті розраховувалась так:
```
address = (0xb0000) + ( row * 160 ) + (column * 2)
```

У графічному режимі було по 8 пікселів на байт, 90 байт на рядок. Послідовні лінії на екрані чергуються в пам'яті по 4 лінії, це виглядає так:
- Екранна лінія 0: початок з адреси B000:0000
- Екранна лінія 1: початок з адреси B000:2000
- Екранна лінія 2: початок з адреси B000:4000
- Екранна лінія 3: початок з адреси B000:6000
- Екранна лінія 4: початок з адреси B000:005A

…
Адреса пам'яті, що містить певний піксель розраховувалась так:
```
mem = (0xb8000) + ((y&3)<<13) + (y>>2)*90 + (x>>3)
```

Цей код має встановлювати правильний піксель в цьому байті:
or contents with (128>> (x& 7))

## Наступні відеокарти
Пізніше стандарт HGC було доповнено і розширено:
- HGC+ (Hercules Graphics Card Plus, червень 1986) — дозволяв використовувати користувацькі шрифти в текстовому 80×25 режимі.
- HICC (Hercules InColor Card, квітень 1987) — мав можливості, близькі до стандарту EGA — відображав 16 кольорів з палітри в 64 кольори. Підтримувались ті ж два режими: текстовий 80×25 символів і графічний 720×348 пікселів.